# Ваттала (підрозділ окружного секретаріату)
Підрозділ окружного секретаріату Ваттала — підрозділ окружного секретаріату округу Гампаха, Західна провінція, Шрі-Ланка. Головне місто - Ваттала. Складається з 46 Грама Ніладхарі.

## Демографія
| Кількість Грама Ніладхарі | Площа (км2) | Населення (2012) | Населення (2012) | Населення (2012)  | Населення (2012) | Населення (2012) | Населення (2012) | Густота населення (/км2) |
| Кількість Грама Ніладхарі | Площа (км2) | Сингали          | Ларакалла        | Ланкійські таміли | Малайці          | Інші             | Всього           | Густота населення (/км2) |
| ------------------------- | ----------- | ---------------- | ---------------- | ----------------- | ---------------- | ---------------- | ---------------- | ------------------------ |
| 46                        | 54          | 123,908          | 10,27            | 33,016            | 1,025            | 6,117            | 174,336          | 3,228                    |